# ملت
یک ملت (به انگلیسی: nation) اجتماعی از مردم که بر اساس یک زبان، تاریخ، قومیت، فرهنگ مشترک و در بسیاری از موارد، از یک سرزمین مشترک تشکیل شده‌است. ملت یک هویت جمعی برای مردم است. یک ملت آشکارتر و بزرگ‌تر از یک گروه قومی می‌باشد. از ملت به عنوان «یک گروه قومی کاملاً منسجم یا نهادینه شده» نیز یاد شده‌است. همچنین ملت به گروهی از انسان‌هایی که دارای امور فرهنگی مشترک و در قلمرو جغرافیایی مشخص و تحت سیطره یک قدرت سیاسی گفته می‌شود که بر خلاف تعریفی که برای امت در نظر گرفته شده، دارای حکومتی واحد هستند.
در سازمان ملل متحد، ملیت به معنای وضعیت قانونی یک فرد در ارتباط با یک کشور خاص است که نشان‌دهنده حقوق و مسئولیت‌های او در برابر آن دولت است. ملیت تعیین می‌کند که یک شخص تابعیت چه کشوری را دارد و می‌تواند شامل حقوقی مانند دریافت حمایت کنسولی از سوی کشور خود باشد. این مفهوم از اصول حقوق بین‌الملل است و در اسناد مختلف سازمان ملل، از جمله منشور ملل متحد و اعلامیه جهانی حقوق بشر، به آن اشاره شده است.
فردی که دارای گذرنامه (پاسپورت) یک کشور است، معمولاً به‌عنوان یک شهروند آن کشور شناخته می‌شود و بخشی از ملت آن کشور به شمار می‌آید. گذرنامه نشانه‌ای از تابعیت قانونی یک فرد است و حقوق و مسئولیت‌هایی را که بر اساس قوانین بین‌المللی و ملی به وی اعطا می‌شود، مشخص می‌کند. شهروندان یک کشور از حقوقی مانند حق ورود و خروج به کشور خود، دریافت حمایت کنسولی و مشارکت در زندگی سیاسی، مانند حق رای، برخوردار هستند.
بندیکت اندرسون دانشمند علوم سیاسی اهل ایالات متحده آمریکا یک ملت را به عنوان «یک جامعهٔ خیالی» توصیف کرده‌است.و آکادمیک استرالیایی پل جیمز آن را «یک جامعه انتزاعی» می‌داند. یک ملت یک جامعهٔ خیالی است به این معنا که شرایط مادی برای تصور روابط گسترده و مشترک وجود داشته باشد و از لحاظ عینی غیر شخصی باشد، حتی اگر هر یک از افراد در کشور خود را به شکل ذهنی بخشی از یک وحدت مجسم بداند و حتی با دیگران خود را یکی بخواند، ولی بازهم در بیشتر موارد، اعضای یک ملت با یکدیگر غریبه هستند و به احتمال زیاد هرگز هم را ملاقات نخواهند کرد. از این رو عبارت، «یک ملت غریبه» که توسط نویسنده و روزنامه‌نگار آمریکایی «ونس پکارد» مورد استفاده قرار می‌گیرد.